# Vokalna glasba
V vokalno glasbo (lat.vox-glas) uvrščamo vse oblike muziciranja, v katerem sodelujejo pevski glasovi.
V vokalno glasbo sodijo:
- vokalne skladbe (skladbe namenjene petju brez instrumentalne spremljave) in
- vokalno-instrumentalne skladbe (skladbe za petje in instrumentalno spremljavo).

## Zgodovina
Petje je že v starih kulturah spremljalo različne družbene dogodke in je bilo pogosto bolj cenjeno od igranja na instrumente. Tudi v nekaterih kasnejših glasbeno zgodovinskih obdobjih je petje uživalo velik ugled. Skozi stoletja so nastajale nove vokalne glasbene oblike, se spreminjale in preoblikovale, nekatere pa so sčasoma utonile v pozabo.
V času srednjega veka je prevladovala vokalna glasba. Cerkev je petje veliko bolj cenila od igranja na instrumente in je za potrebe bogoslužja negovala enoglasno petje- gregorijanski koral. Pretirano gorečim privržencem cerkve so bili trn v peti potujoči pevci, ki so v svoje pesmi vpletali mite in junaška dejanja svojih prednikov ter opevali ljubezen, vino in ženske.
Z razvojem večglasja so v času renesanse, ki jo imenujemo tudi zlata doba zborovstva, nastali: motet (je večglasna vokalna glasbena oblika z verskim besedilom brez instrumentalne spremljave), maša, madrigal (je renesančna polifona vokalna glasbena oblika, komponirana na posvetna besedila) ter vokalno-instrumentalna, scenska glasbena oblika-opera.
Za barok je najbolj značilna vokalno-instrumentalna glasba za soliste, zbor in orkester, ki lahko v polnosti uresniči baročni ideal mogočnosti in blišča. Operi se tako pridružita obsežnejši vokalno-instrumentalni obliki-oratorij in kantata.
V obdobju klasicizma je sicer nastalo vliko izjemnih opernih del, vendar so se skladatelji osredotočili predvsem na instrumentalno glasbo.
Romantika je postregla s samospevom, glasbeno obliko, pri kateri spremljava služi za slikovit poudarek vsebine besedila. Ob samospevu in zborovskem petju pa je kot najpomembnejša oblika na področju ustvarjanja vokalne glasbe ostala opera.
V vseh obdobjih in kulturah je ljudska glasba eden izmed najpomembnejših stebrov ustvarjanja vokalne glasbe.

## Izvajalci vokalnih skladb
Solist je glasbeni izvajalec, ki izvaja samostojen del partiture, označen kot solo part. Pevec-solist lahko izvaja glasbeno delo ob spremljavi instrumenta (npr. samospev), orkestra (arija) ali ob spremljavi zbora.
Med skupinsko petje uvrščamo že sestavo dveh izvajalcev (duet ali dvospev). Podobno kot v instrumentalni glasbi tudi pri pevskih sestavih skupine izvajalcev poimenujemo glede na število članov v zasedbi(tercet, kvartet, kvintet, sekstet, septet, oktet in nonet). Ko število članov naraste do manjšega zbora, takšno zasedbo imenujemo komorni zbor.
Pevski zbor je večja vokalna glasbena zasedba. Zbore delimo glede na: barvo glasu, velikost zasedbe, tematikopevskega repertoarja ter na poklicne in amaterske pevske zbore.